# BMW M44
Il BMW M44 è un motore a scoppio a benzina per uso automobilistico prodotto dal 1996 al 2001 dalla casa automobilistica tedesca BMW.

## Descrizione

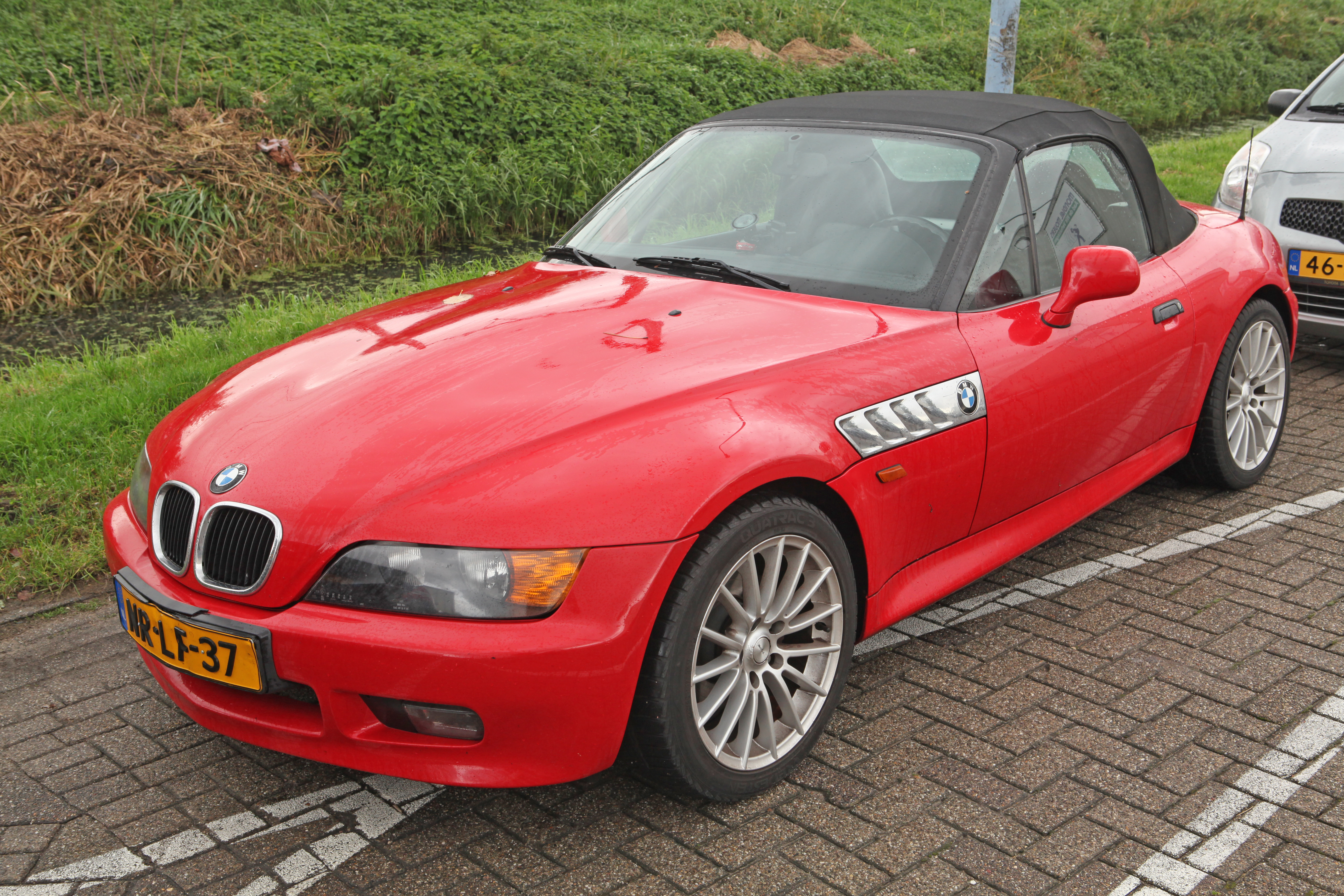
BMW Z3 1.9 Roadster del 1996 dotata del motore BMW M44

Si tratta di un motore da 1.9 litri avente le seguenti caratteristiche:
- architettura a 4 cilindri in linea;
- alesaggio e corsa: 85x83.5 mm;
- cilindrata di 1895 cm³;
- distribuzione a 4 valvole in testa per cilindro e con doppio albero a camme in testa con schema DOHC;
- alimentazione ad iniezione elettronica Bosch DME M5.2.

Questo motore è stato proposto in un'unica versione, siglata M44B19, che erogava 140 CV di potenza massima a 6000 giri/min ed una coppia massima di 181 Nm a 4300 giri/min.
Venne montato su:
- BMW 318ti E36 Compact;
- BMW 318is (1996-98);
- BMW Z3 1.9 16V (1996-2001)